# Alex niasica
Alex niasica é uma espécie de inseto do gênero Alex, pertencente à família Formicidae.